# Keshab Chandra Sen
Keshab Chandra Sen (Calcutta, 1838 – 1884) è stato un filosofo indiano.
Fu a capo della Società di Dio di Ram Mohan Roy, ma durante la sua direzione ebbe luogo uno scisma interno. Sen decise di fondare una nuova società ispirata da Dio e dal Cristianesimo, ma la morte prematura lo fece scomparire dalla scena.
Fu iniziato in Massoneria nel 1863, nella Loggia Anchor and Hope di Calcutta. Nel luglio 1870 tenne un celebre discorso per la fondazione di una associazione teistica in Inghilterra alla Freemasons’ Hall di Londra.